# دامپیر-آن ایولین
دامپیر-آن ایولین (انگلیسی: Dampierre-en-Yvelines) یک کمون در بخش ایولین در ناحیه ایل-دو-فرانس در شمال مرکزی فرانسه است. یکی از ویژگی‌های اصلی این کمون، قلعه برجسته  شاتو دامپییر-آن ایولین است.